# Рюминское
Рюминское — село в Александровском муниципальном районе Владимирской области России. Входит в состав Следневского сельского поселения.

## География
Расположено в 20 км на север от города Александрова.

## История
в 1460 году село Рюминское было завещано великим князем Василием Васильевичем княгине Марье Ярославне, с того времени и почти до конца XVII века оно было в числе государевых дворцовых сел. Известно, что царь Федор Алексеевич во время своего богомольного похода в Переславль-Залесский в 1676 году проходил через Рюминское и ночевал здесь.
В 1688 году цари Пётр и Иоанн Алексеевичи пожаловали Рюминское своему ближнему боярину, ставшему тестем царя Иоанна, Федору Петровичу Салтыкову со всеми угодьями с правом продать её, заложить и в приданое дать, только не отдавать её в монастырь по душе; в случае неимения никаких прямых наследников пожалованная вотчина отписывается опять на государя.
От Салтыковых Рюминское перешло во владение князя Ивана Федоровича Ромодановского, который получил его в приданое за женой своей Настасьей Салтыковой. В 1722 году оно поступило в приданое дочери князя Ромодановского Екатерине, которая была выдана замуж за графа Головкина, но в 1742 году Головкин был сослан в Сибирь и его приданная вотчина была отобрана в казну. В следующем году эта вотчина пожалована императрицей Елизаветой Петровной генерал-майору Алексею Шубину и роду этих помещиков Рюминская вотчина принадлежала до упразднения крепостного права в 1861 году.
В патриарших окладных книгах 1628 года в селе Рюминском значится «церковь святых чудотворцев Козмы и Дамиана». В 1754 году церковь сгорела и вместо неё построена новая, приобретенная из упраздненного Симеоновского монастыря, которая была освящена в 1777 году в то же наименование. В 1806 году местные помещики Шубины решили построить каменный храм, который был освящен в 1808 году, тогда же построена  каменная колокольня.
В XIX и первой четверти XX века село входило в состав Александровской волости Александровского уезда.
В годы советской власти, до 1998 года село входило в состав Балакиревского сельсовета.

## Население
| 1859 | 1905 | 1926 | 2002 | 2010 | 2021 |
| ---- | ---- | ---- | ---- | ---- | ---- |
| 442  | ↘380 | ↗459 | ↘34  | ↘17  | ↘11  |

## Достопримечательности
В селе располагается церковь Тихвинской иконы Божией Матери (1806-1808).